# Забара Яна Петрівна
Я́на Петрі́вна Заба́ра — старший солдат Збройних сил України, учасниця російсько-української війни, що відзначилася під час російського вторгнення в Україну в 2022 році.

## Життєпис
Яна Забара народилася 1995 року. Після закінчення загальноосвітньої школи Яна Забара була учасницею Майдану. Піти на службу до Збройних сил України змотивував її батько. Його мобілізували в серпні 2014 року. Йому довелося виходити з «дебальцевського котла». На початку 2015 року 19-річна Яна також вирішила піти служити до добровольчого батальйону. У складі «Карпатська Січ» воювала у Пісках, біля Донецького аеропорту (позиція «Мурашник») та у селищі Кримському. Пізніше стала офіційним військовослужбовцем у складі 93-тої окремої механізованої бригади «Холодний Яр», до якої також увійшов добробат «Карпатська Січ». З 2016 року навчалася на видавничо-поліграфічному факультеті Української академії друкарства у Львові.
Як і в ході ООС так і після повномасштабного російського вторгнення в Україну Яна Забара працює операторкою управління та артрозвідки, вона запускає безпілотні літальні апарати.

## Нагороди
- орден «За мужність» III ступеня (2022) — за особисту мужність і самовіддані дії, виявлені у захисті державного суверенітету та територіальної цілісності України, вірність військовій присязі[5].
- орден княгині Ольги III ступеня (2018)[6].
- медаль «За військову службу Україні» (2021) — за вагомий особистий внесок у зміцнення обороноздатності Української держави, мужність і самовідданість, виявлені під час бойових дій, високий професіоналізм та зразкове виконання службових обов'язків.